# Casa Busquets
La Casa Busquets o Bosquets és una obra amb elements gòtics d'Arnes (Terra Alta) inclosa a l'Inventari del Patrimoni Arquitectònic de Catalunya.

## Descripció
Considerada una de les cases més velles del poble. El seu estat està molt alterat, amb carreu, mampostes, revocs i obertures estranyes.
A la portalada de mig punt adovellada i a l'angle al carrer Sant Roc és on es veu la seva primera imatge.
Consta de dues plantes i golfes, amb un interior encalcinat i actualitzat.